# Metnal
Metnal est le neuvième niveau de Xibalba, l'enfer des mayas.
C'est un lieu de froid et d'obscurité éternels. Metnal est dirigé par le dieu Ah Puch.

## Dans la culture
Leonora Carrington, artiste peintre mexicaine, s'est notamment inspiré de Mitnal (ou Metnal) pour sa fresque sur Le Monde magique des Mayas (es) (1964), exposée au Musée national d'anthropologie de Mexico.